# Méridja
Méridja (em árabe: ﻣﺮﻳﺠﺔ) é uma cidade e comuna localizada na província de Béchar, Argélia. Sua população era de 592 habitantes, em 2008.